# لیو گوژن
لیو گوژن (انگلیسی: Liu Guozhen؛ زادهٔ ۱۶ ژانویهٔ ۱۹۵۷) شمشیرباز اهل چین بود. وی در بازی‌های المپیک تابستانی ۱۹۸۴ شرکت کرده‌است.